# Alagón del Río
Alagón del Río is een gemeente in de Spaanse provincie Cáceres in de regio Extremadura. Alagón del Rio heeft een oppervlakte van 14 km² en heeft 940 inwoners (1 januari 2016).
Tot 2009 behoorde Alagón del Río tot de gemeente Galisteo.

## Burgemeester
De burgemeester van Alagón del Río is Cristóbal Lozano Quijada.

## Demografische ontwikkeling

### Jaarlijkse cijfers
| Jaar | Inwoners |
| ---- | -------- |
| 2010 | 879      |
| 2011 | 871      |
| 2012 | 841      |
| 2013 | 889      |
| 2014 | 936      |
| 2015 | 923      |
| 2016 | 940      |
| 2017 | 932      |